# Aeritalia
Aeritalia foi uma empresa de engenharia aeroespacial italiana. Chamava-se Fiat Aviazione antes da união com a Aerfer. É agora parte da Alenia Aeronautica.

## Aeronaves
- AMX International AMX
- Aeritalia G.91
- Aeritalia G.222